# Pesca d'altura
La pesca d'altura és la pesca que es practica en els llocs més allunyats del continent amb vaixells de grans tonatges i tècniques modernes per a la localització dels bancs de peixos i la seva posterior captura (teledetecció, GPS, etc). Surten a pescar en flotes organitzades amb un vaixell-fàbrica, en què la resta va descarregant diàriament la pesca i allà s'inicia el procés de transformació, netejat i congelat del peix, i amb els residus s'inicia la fabricació de pinsos i farines. Cada expedició sol durar diversos mesos.
La pesca d'altura, s'ha trobat en expansió fins a mitjan anys 1980, fins que es va estabilitzar pels efectes desastrosos de la sobrepesca. Es porta a terme a les costes africanes de països com Senegal o Angola amb arrossegadors congeladors, congeladors de cèrcol, bacallaners i tonyinaires que capturen mariscs i peixos.